# Corsomyza longipalpis
Corsomyza longipalpis är en tvåvingeart som beskrevs av Hesse 1938. Corsomyza longipalpis ingår i släktet Corsomyza och familjen svävflugor. Inga underarter finns listade i Catalogue of Life.